# آن بورگ
آن بورگ (انگلیسی: Anne Borg؛ زادهٔ ۲۷ سپتامبر ۱۹۵۸ ‏(۶۶ سال)) فیزیک‌دان، استاد، و رئیس دانشگاه اهل نروژ است.